# REX 6000
REX 6000 är en handdator från Xircom som inte bara är liten som ett kreditkort utan hela datorn är ett PC Card och man kan synkronisera data antingen genom att använda den medföljande dockan eller helt enkelt skjuta in den i PC Card-slotten i sin dator.